# Annette Kehnel
Annette Kehnel (* 20. November 1963 in Herbolzheim) ist eine deutsche Historikerin.
Annette Kehnel studierte von 1984 bis 1990 an der Albert-Ludwigs-Universität Freiburg, Somerville College Oxford und an der Ludwig-Maximilians-Universität München die Fächer Geschichte und Biologie. Sie wurde im Mai 1995 am Trinity College Dublin bei Mary Katharine Simms mit der Arbeit Clonmacnois – the Church and Lands of St. Ciarán. Change and Continuity in an Irish Monastic Foundation promoviert. Ihre Habilitation erfolgte 2004 an der TU Dresden mit einer Arbeit über die Franziskaner auf den Britischen Inseln von 13. bis zum 16. Jahrhundert. Im selben Jahr folgte in Dresden eine Lehrstuhlvertretung für Gert Melville in Mittelalterlicher Geschichte. Seit Oktober 2005 ist sie Inhaberin des Lehrstuhls für Mittelalterliche Geschichte an der Universität Mannheim. Von 2011 bis 2013 war Kehnel Dekanin der Philosophischen Fakultät der Universität Mannheim. Von 2021 bis 2024 war sie Prorektorin für Studium und Lehre der Universität Mannheim.
Ihre Arbeits- und Forschungsschwerpunkte sind die Historische Anthropologie, Politik-, Kultur- und Wirtschaftsgeschichte sowie die Vergleichende Ordensforschung. Mit ihrer Dissertation legte sie die erste Darstellung eines irischen Klosters im Mittelalter vor.
Ihr Werk Wir konnten auch anders. Eine kurze Geschichte der Nachhaltigkeit wurde 2021 mit dem NDR Kultur Sachbuchpreis ausgezeichnet. Das Buch ist das Ergebnis eines Mannheimer DFG-Projektes zu „Kleinkredit und Marktteilhabe in der Geschichte“. Im Jahr 2024 erschien ihr Werk Die sieben Todsünden. Menschheitswissen für das Zeitalter der Krise.

## Schriften (Auswahl)
Monografien
- Clonmacnois – the Church and lands of St. Ciarán. Change and continuity in an Irish monastic foundation (6th to 16th century). Lit, Münster 1997, ISBN 3-8258-3442-5 (Dissertation).
- Regionale Ordnungen universaler Konzepte. Die Franziskaner auf den Britischen Inseln (13.–16. Jh.). Historische Fallstudie zu einer europäischen Gemeinschaft des Mittelalters. Technische Universität Dresden 2003 (Habilitationsschrift, ungedruckt).
- Wir konnten auch anders. Eine kurze Geschichte der Nachhaltigkeit. Blessing, München 2021, ISBN 978-3-89667-679-5.
- Die sieben Todsünden. Menschheitswissen für das Zeitalter der Krise. Rowohlt, Hamburg 2024, ISBN 978-3-498-00696-9.

Herausgeberschaften
- mit Diamantis Panagiotopoulos: Schriftträger – Textträger. Zur materialen Präsenz des Geschriebenen in frühen Gesellschaften (= Materiale Textkulturen. Schriftenreihe des Sonderforschungsbereichs 933. Band 6). De Gruyter, Berlin 2014, ISBN 3-11-037130-8, DOI:10.1515/9783110371345.
- Geist und Geld (= Wirtschaft und Kultur im Gespräch. Band 1). F.A.Z. Buch Verlag, Frankfurt am Main 2009, ISBN 978-3-89981-211-4.
- mit Sabine von Heusinger: Generations in the Cloister. Youth and Age in Medieval Religious Life / Generationen im Kloster. Jugend und Alter in der mittelalterlichen vita religiosa (= vita regularis. Band 36). LIT, Münster u. a. 2008, ISBN 978-3-03735-941-9.
- mit Gert Melville: In Proposito Paupertatis. Studien zum Armutsverständnis der mittelalterlichen Bettelorden. Lit, Münster 2001, ISBN 978-3-8258-5340-2.